# Renault Emblème Concept
La Renault Emblème Concept est un concept car imaginé par le constructeur automobile français Renault, dévoilé pour incarner la vision future de la mobilité haut de gamme et durable. Présentée lors du Salon de l'automobile de Paris de 2024, elle se distingue par son approche innovante, tant sur le plan du design que de la technologie.

## Conception et design
L'Emblème propose une esthétique audacieuse et futuriste. Elle s'inspire des lignes fluides et dynamiques, mettant en avant une silhouette aérodynamique renforcée par des éléments en fibre de carbone visible. Sa calandre avant rétroéclairée et son logo central illuminé incarnent l'identité visuelle de la marque.
Les prises d’air actives et le diffuseur arrière accentuent son caractère sportif tout en optimisant l'efficacité aérodynamique. À l'avant, de petits winglets assurent un appui accru, tandis qu'à l'arrière, un aileron imposant doté de flaps ajustables rappelle les prototypes des courses d’endurance.

## Motorisation
La Renault Emblème Concept adopte une motorisation 100 % électrique, mettant en avant les ambitions de Renault en matière de transition énergétique. Elle est équipée d’une batterie de nouvelle génération, basée sur la technologie à électrolyte solide, offrant une autonomie de plus de 800 kilomètres. Les moteurs électriques situés sur chaque essieu permettent une transmission intégrale, avec une puissance totale estimée à 680 chevaux.
Grâce à ses performances, elle revendique une accélération de 0 à 100 km/h en moins de 3 secondes, tout en étant optimisée pour une consommation énergétique minimale grâce à son aérodynamisme travaillé.

## Objectifs
Renault positionne l'Emblème Concept comme une vitrine technologique et un manifeste de ses aspirations futures. Elle reflète l'engagement de la marque pour une mobilité durable et connectée, tout en intégrant des matériaux recyclés dans sa construction pour réduire son impact environnemental.
Selon les dirigeants de Renault, ce concept-car n'est pas destiné à la production en série, mais certains de ses éléments de design et de technologie pourraient être intégrés dans les modèles à venir.